# Fusillade de North Hollywood
La fusillade de North Hollywood fait référence à un échange de coups de feu survenu entre deux braqueurs puissamment armés et protégés (Larry Eugene Phillips et Emil Dechebal Matasareanu) et des policiers et membres du SWAT du Los Angeles Police Department (LAPD) le 28 février 1997. Durant cette fusillade, 12 agents de police et 8 civils furent blessés par balle et les deux braqueurs tués.

## Braquage

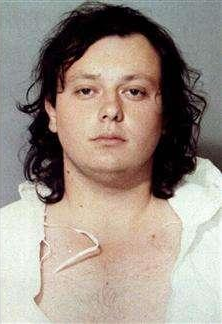
Emil Matasareanu, l’un des deux braqueurs

L'attaque a lieu à 9 h 15 dans une agence de la Bank of America du district de North Hollywood, à Los Angeles, Californie, États-Unis. À ce moment sont présents dans les locaux dix employés et une trentaine de clients quand les deux braqueurs font irruption arme au poing. Regroupant les otages dans un coin de l'agence, ils se font remettre sous la menace la somme de 303 305 dollars.
Durant le braquage, un des employés est blessé à la tête par un coup de crosse d'AKM que lui inflige un des braqueurs. C'est une personne passant près de l'agence qui donne l'alerte. L'argent volé par les deux suspects sera rendu inutilisable par le système anti-effraction du sac contenant les billets et consistant à marquer à l'encre indélébile les coupures.

## Fusillade
Cette fusillade est restée dans les mémoires de la police notamment par l'armement et l'équipement des deux suspects. En effet, Phillips et Matasareanu étaient armés de pistolets Beretta 92F mais surtout de Norinco 56S et d'un HK 91 (modifiés illégalement pour tirer en rafales), ils portaient des gilets pare-balles couvrant le torse ainsi que des protections en Kevlar faites maison pour protéger leurs bras et leurs jambes.
Le duo de braqueurs est sorti de la banque armés d'AKM chinois et d'HK 91 et s'est retrouvé face à des agents de police venus vérifier la situation quand la fusillade a commencé. En seulement 5 minutes, trois civils et neuf agents de police étaient blessés quand une alerte tactique a été décidée.
Finalement, ce sont 370 policiers du LAPD (SWAT compris) qui étaient sur les lieux. Les suspects ont tiré approximativement 1 100 cartouches alors que les policiers ont tiré 650 balles, faisant de cette fusillade une des plus violentes de l'histoire de la police américaine.

## Évènements
Tentant de fuir, les deux suspects ont utilisé une voiture pour couvrir leur fuite mais ont été obligés de se séparer. 
Philipps a dû arrêter de tirer avec son AKM en raison d'un « stovepipe » (un blocage du mécanisme de tir dû à un étui mal éjecté) et a continué en utilisant son pistolet Beretta 92F. Il a tiré au pistolet sur des policiers qui ont riposté. Touché à la main droite, il a lâché son arme. Après avoir ramassé son arme avec la main gauche, il a continué de tirer en direction des policiers puis s'est abrité derrière un camion. Peu après, il a placé le canon de son arme sous son menton et semble s'être tiré une balle en même temps qu'un coup de feu tiré par la police le touchait à la colonne vertébrale.
La question reste de savoir si Phillips s'est volontairement donné la mort ou s'il a involontairement pressé la détente quand sa colonne vertébrale a été touchée alors qu'il essayait de recharger son arme à une main.
Matasareanu a été grièvement blessé par des policiers du SWAT alors qu'il tentait de s'enfuir à bord de la première voiture volée. Il a braqué un pick-up de passage et a transbordé ses armes de la voiture dans le pick-up. Il a toutefois été dans l'impossibilité de démarrer le pick-up (son propriétaire avait installé un coupe-circuit qu'il avait activé). Une voiture du SWAT s'est approché du pick-up et une nouvelle fusillade a éclaté entre Matasareanu et trois agents du SWAT, séparés par moins de 10 mètres. Perdant beaucoup de sang de ses 29 blessures (dont plusieurs aux jambes), il s'est rendu après avoir épuisé toutes les munitions de son HK 91. La police a appelé une ambulance mais Matasareanu a succombé à ses blessures avant qu'elle n'arrive sur les lieux.

## Épilogue
Durant les échanges de coups de feu, un total de 12 policiers et 8 civils furent blessés (dont certains grièvement) et deux morts sont à décompter (Phillips et Matasareanu).
On reprocha plus tard au LAPD le fait que Matasareanu n'ait pu recevoir des soins médicaux immédiatement, ce qui aurait pu lui sauver la vie. Ce à quoi la police répondit que le personnel ambulancier suivait les procédures standard en cas de situations hostiles, à savoir refuser de pénétrer la "zone rouge" car Matasareanu était alors encore considéré comme dangereux. De plus, il avait été fait mention d'autres suspects dans les parages, ce qui a retardé l'arrivée de l'ambulance. Il s'avèrera plus tard que les signalements concernaient des policiers en civil portant des gilets pare-balles.
Cette fusillade a des similitudes avec la fusillade de Norco (Californie), le 9 mai 1980.
Le 14 juin 1995, Phillips et Matasareanu avaient déjà braqué un fourgon blindé, tuant un convoyeur de fonds et blessant gravement le second.

## Conséquences
La fusillade a mis en évidence le déséquilibre grandissant entre les moyens à la disposition de la police et ceux employés par les criminels. Des documents vidéo de l'incident montraient les balles de la police frappant les suspects avec peu ou pas d'effets, en grande partie en raison des protections portées par les suspects qui pouvaient sans problème arrêter les projectiles en calibre 9 mm et .38 de la police ainsi que les cartouches à grenaille en calibre 12.
Cette inefficacité des balles de pistolet à traverser les gilets pare-balles des suspects a eu pour effet aux États-Unis d'armer des agents de police sélectionnés avec des M16, modifiés pour ne pas tirer en rafales, lors des patrouilles. Le choix de ce type d'armes donnait aux premiers intervenants une plus grande capacité à affronter efficacement et neutraliser éventuellement des suspects fortement armés et protégés.
Les partisans du contrôle des armes à feu aux États-Unis ont cité cet incident comme la preuve que la législation actuelle sur les armes à feu était inefficace pour empêcher que des armements de type militaire ne finissent entre les mains de criminels déjà condamnés. Les opposants aux lois de régulation des armes invoquaient le fait que ces armes avaient été à la fois acquises illégalement et modifiées illégalement pour tirer en rafales et que cet incident n'indiquait pas que l'utilisation criminelle d'armes automatiques légalement déclarées était un problème.

## Dans la fiction
- 44 minutes de terreur, téléfilm américain sorti en 2003.